# 계덕 (관등)
계덕(季德)은 삼국시대 백제의 16개관등 중 10등급에 해당하는 관등이다. 260년 고이왕 27년 개혁으로 만들어졌으며, 비색의 옷과 푸른색의 관대를 둘렀다.